# Bekatra
Bekatra est une commune rurale malgache située dans la région de Fitovinany.